# Michael Gerard Bauer
Michael Gerard Bauer (Brisbane, 1955) è uno scrittore australiano, vincitore del Prime Minister's Literary Award, nel 2019, per il romanzo The Things That Will Not Stand.

## Biografia
Ha svolto la professione di insegnante di letteratura ed economia, prima di dedicarsi completamente all'attività di scrittore. Risiede a Ashgrove, luogo in cui hanno trovato ambientazione la maggior parte delle sue opere.

## Opere
- The Running Man, 2004
- Non chiamatemi Ismaele, 2006
- Ishmael and the Return of the Dugongs, 2007 (uscito in Italia nel 2008 con il titolo "L'amore secondo Ismaele")
- Dinosaur Knights, 2008
- You Turkeys, 2009
- E' soltanto un cane, 2010
- Ishmael and the Hoops of Steel, 2011
- Eric Vale Epic Fail, 2012
- Eric Vale Super Male, 2013
- Eric Vale Off the Rails, 2013)
- Secret Agent Derek 'Danger' Dale The Case of Animals Behaving Really REALLY Badly, 2014
- Secret Agent Derek 'Danger' Dale The Case of the Really REALLY Scary Things, 2015
- Secret Agent Derek 'Danger' Dale The Case of the Really REALLY Magnetic Magnet, 2015
- The Pain, My Mother, Sir Tiffy, Cyber Boy & Me, 2016
- Rodney Loses It, 2017
- The Things That Will Not Stand, 2018